# Текля (річка)
Текля — річка у Старовижівському та Ратнівському районах Волинської області, права притока Прип'яті (басейн Дніпра).

## Опис
Довжина річки приблизно 18 км. Висота витоку річки над рівнем моря — 161 м, висота гирла — 155 м, падіння річки — 6 м, похил річки — 0,84 м/км. Формується з багатьох безіменних струмків.

## Розташування
Бере початок з озера Святе. Тече переважно на північний захід і на південній околиці села Здомишель впадає у річку Прип'ять, праву притоку Дніпра.
Населені пункти вздовж берегової смуги: Чевель, Текля, Глухи. Частково тече по Дубечнівському заказнику.